# Eldbjørg
Eldbjørg är ett norskt och färöiskt kvinnonamn som betyder 'eld' och 'hjälp'. Det kan också vara en variant av kvinnonamnet Hallbjørg, som har ursprung i det fornnordiska namnet Hallbjǫrg och är bildat av de fornnordiska orden hallr, 'häll', och bjǫrg, 'hjälp'.[källa behövs]
Eldbjørg har namnsdag 7 januari (Eldbjørgdagen) i Norge och på Färöarna.

## Utbredning
Eldbjørg är ett sällsynt namn, även i Norge. Det var mest populärt i Norge på 1930-talet.[källa behövs]
Tabellen nedanför ger en detaljerad översikt över populariteten till förnamnet Eldbjørg i någon av de länderna där statistik är tillgänglig.
| Land           | Bland landets kvinnor | Bland landets kvinnor | Bland landets kvinnor | Bland flickbarn | Bland flickbarn | Bland flickbarn | Bland flickbarn |
| Land           | Antal                 | Procent               | Rangordning           | Antal           | Procent         | Rangordning     |                 |
| -------------- | --------------------- | --------------------- | --------------------- | --------------- | --------------- | --------------- | --------------- |
| Norge Eldbjørg | 2 158 (2006)          | 0,09 %                | 230.                  | - (2006)        | -               | (> 465.)        |                 |
| Norge Elbjørg  | 376 (2006)            | 0,02 %                | 559.                  | - (2006)        | -               | (> 465.)        |                 |